# 香川県道20号坂出停車場線
香川県道20号坂出停車場線（かがわけんどう20ごう さかいでていしゃじょうせん）は、香川県坂出市を通る県道（主要地方道）である。

## 概要

### 路線データ
- 起点：坂出市元町一丁目（予讃線 坂出駅前）
- 終点：坂出市元町三丁目（香川県道19号坂出港線交点）

## 歴史
- 1993年（平成5年）5月11日 - 建設省から、県道坂出停車場線が坂出停車場線として主要地方道に指定される[1]。

## 地理

### 通過する自治体
- 坂出市

### 交差する道路
| 接続する道路 東← 〈県道20号坂出停車場線〉 →西 | 接続する道路 東← 〈県道20号坂出停車場線〉 →西 | 交差点         | 交差点 | 交差点   |
| --------------------------------------------- | --------------------------------------------- | -------------- | ------ | -------- |
| JR四国坂出駅                                  |                                               |                |        |          |
| 市道                                          | 市道                                          | JR四国坂出駅前 | 坂出市 | 本庁地区 |
| 香川県道33号高松善通寺線                      | 香川県道33号高松善通寺線                      | 天神町         | 坂出市 | 本庁地区 |
| 香川県道19号坂出港線（坂出港方面）            |                                               |                |        |          |